# Blet
Blet är en stad och kommun i departementet Cher i regionen Centre-Val de Loire i de centrala delarna av Frankrike. Kommunen ligger  i kantonen Nérondes som tillhör arrondissementet Saint-Amand-Montrond. År 2022 hade Blet 565 invånare.

## Sevärdheter
- Château de Blet.

## Befolkningsutveckling
Antalet invånare i kommunen Blet
Referens:INSEE